# Anonyme Geburt
Eine anonyme Geburt ist dadurch gekennzeichnet, dass die Mutter ihre Identität gegenüber niemandem preisgibt und ihre Personenstandsdaten nicht erfasst werden. Ihre Daten sind dann grundsätzlich nicht ermittelbar. Das Recht des Kindes auf Kenntnis der eigenen Abstammung ist nicht durchsetzbar und steht dem Recht der Mutter auf informationelle Selbstbestimmung nach.
Im Unterschied zur anonymen Geburt gibt bei einer vertraulichen bzw. geheimen Geburt die Mutter ihre Personendaten z. B. gegenüber einer Beratungsstelle bekannt, diese werden verschlossen verwahrt. Nur dem Kind wird – je nach gesetzlicher Ausgestaltung – ab einem festzusetzenden Mindestalter – Kenntnis über seine Abstammung gewährt. Dem Recht des Kindes auf Kenntnis der eigenen Abstammung (Artikel 2 Abs. 1 i. V. m. Artikel 1 Abs. 1 GG) kann entsprochen werden.

## Rechtslage in Europa
Der Europäische Gerichtshof für Menschenrechte (EGMR) in Straßburg gewährt in einem Urteil vom 13. Februar 2003 Straffreiheit für Frauen, die sich entscheiden, für ihre Kinder unbekannt zu bleiben. Anonym geborene Kinder haben demnach auch in Zukunft keinen Anspruch darauf, die Identität ihrer Eltern zu erfahren. 
Nach Auffassung des EGMR enthält der in Art. 8 der Europäischen Menschenrechtskonvention (EMRK) behandelte Schutz der Familie und der persönlichen Identität im vorliegenden Fall schwer miteinander vereinbare Rechte – das Recht der Klägerin auf Information über ihre Herkunft und das der Mutter sowie der Adoptiveltern auf Schutz des Privatlebens. Jeder Staat müsse den Entscheidungsspielraum haben, wie er diese Rechte per Gesetz sichere.

### Deutschland
Nach § 18 des Personenstandsgesetzes (PStG) muss die Geburt eines Kindes innerhalb einer Woche dem Standesamt angezeigt werden, wobei stets der Name der Mutter anzugeben ist (§ 21 Abs. 1 Nr. 1 PStG). Die Verletzung der Anzeigepflicht stellt grundsätzlich eine Ordnungswidrigkeit dar und kann auch den Straftatbestand der Personenstandsfälschung in Form der Personenstandsunterdrückung nach § 169 Abs. 1 Alt. 3 StGB erfüllen. Strafbarkeit kann ebenfalls nach § 170 StGB (Verletzung der Unterhaltspflicht) vorliegen und entfällt erst bei Adoption. Unter Umständen liegt aber ein rechtfertigender Notstand vor, der die Strafbarkeit ausschließt.
Seit Mai 2014 besteht die Möglichkeit der vertraulichen Geburt.

### Österreich
Seit 2001 besteht in Österreich die Möglichkeit der anonymen Geburt. Sie ist in allen Spitälern mit einer Abteilung für Geburtshilfe möglich. Mit Beschluss vom 11. August 2006 hat der Oberste Gerichtshof (OGH) die Rechtmäßigkeit der „anonymen Geburt“ prinzipiell bestätigt. Der Deutsche Ethikrat hatte im November 2009 eine Stellungnahme zum Thema „Das Problem der anonymen Kindesabgabe“ veröffentlicht und die Schließung der vorhandenen Babyklappen sowie die Aufgabe der bisherigen Angebote zur anonymen Geburt empfohlen. Stattdessen sollte eine gesetzliche Regelung für eine „vertrauliche Kindesabgabe mit vorübergehend anonymer Meldung“ geschaffen werden, wodurch das Wissen um die Herkunft des Kindes gesichert wird. In Reaktion auf diese Stellungnahme hielt die Bioethikkommission beim Bundeskanzleramt 2010 fest, „dass die in Österreich seit 2001 angebotene Möglichkeit der anonymen Geburt beziehungsweise das ‚Babynest‘ eine begrüßenswerte Einrichtung“ sei.
Als Folge der Einführung der anonymen Geburt hatte sich im Untersuchungszeitraum von 2002 bis 2009 die Zahl der Tötungen von Neugeborenen mehr als halbiert.

### Schweiz
In der Schweiz ist die anonyme Geburt nicht zulässig, wohl aber die vertrauliche Geburt. Zudem gibt es Babyfenster, bei denen Neugeborene anonym abgegeben werden können.

### Frankreich
Anonyme Geburten gibt es in Frankreich seit 1793. Das geltende französische Recht unterscheidet zwei Arten der anonymen Geburt. Es besteht die Möglichkeit, dass die Mutter ihr Kind ohne Preisgabe ihrer Identität zur Welt bringt (Artikel 326 Code civil). Dabei hinterlässt sie weder ihre Angaben zur Person noch zum leiblichen Vater. Alternativ kann die Mutter dem sie beratenden Gesundheitsinstitut ihre Daten offenlegen. Diese werden nach Artikel L 222-6 des französischen Familiengesetzbuches vertraulich behandelt. Sollte das Kind später beim nationalen Rat einen Antrag auf Zugang zu den Informationen über seine Abstammung stellen, wird Auskunft erteilt, insofern Vater sowie Mutter die Behörde in einer ausdrücklichen Erklärung der Pflicht zur Geheimhaltung (Artikel 326 Code civil) entbinden. Gemäß Artikel 341-1 Code Civil hat die Mutter Anspruch auf Wahrung ihrer Anonymität. Es ist jederzeit möglich, von einem Modell ins andere zu wechseln. Nach französischem Recht besteht zwischen Mutter und Kind kein Rechtsverhältnis, bis die Mutter das Kind als leibliches anerkennt.

## Der Diskurs in Deutschland

### Identitätstheorie vs. biologische Abstammung
Den Diskurs über anonyme und vertrauliche Geburten aber auch Babyklappen bestimmt die wissenschaftlich ungesicherte Annahme, solche Einrichtungen könnten das Leben bedrohter Neugeborener retten. Es wird dabei davon ausgegangen, dass eine Gefährdungssituation vorgelegen hat, die mit entsprechenden Angeboten ausgeschlossen werden kann. Ein empirischer Beleg für diese These konnte bisher nicht erbracht werden. In einer Studie der Medizinischen Universität Wien aus Dezember 2012 wird für den Erhebungszeitraum von 1991 bis 2009 festgestellt, dass sich seit der Entkriminalisierung der anonymen Geburt in Österreich im Jahr 2001 die Zahl der Kindstötungen innerhalb der ersten 24 Stunden (Neonatizid) von 7,2 Fällen pro 100.000 Geburten auf 3,1 Fälle halbiert habe. Ein linearer Zusammenhang zwischen dem Rückgang der Kindstötungen und der Inanspruchnahme von Angeboten der anonymen Geburt konnte nicht festgestellt werden. Ein Hinweis sei das Fehlen anderer großer sozioökonomischer Veränderungen im Beobachtungszeitraum, erklären die Autoren.
Im Vordergrund der Diskussion in deutschen Medien steht das Recht des Kindes auf Kenntnis der eigenen Abstammung. Es wird der Kenntnis der eigenen Abstammung ein erheblicher Einfluss auf die gesunde Identitätsentwicklung eingeräumt. Der Frage zur Bedeutung der Kenntnis der biologischen Abstammung geht ein umstrittenes Identitätskonzept voran. Postmoderne Identitätstheorien vertreten den Ansatz, dass Menschen ihre Identität über Wertorientierungen und willentliche Bindungen definieren. Weder die genetische Herkunft noch die Kenntnis darüber sind demnach Voraussetzung für die Identitätsentwicklung. Identität bildet sich folglich nicht ausschließlich über das Subjekt selbst, sondern nur im ständigen Wechselspiel mit der Umwelt.

### Das Recht auf Anonymität
Als Aspekt des allgemeinen Persönlichkeitsrechts (Artikel 2 Abs. 1 i. V. m. Artikel 1 Abs. 1 GG) gibt das Recht auf informationelle Selbstbestimmung dem Einzelnen die Befugnis, grundsätzlich selbst über die Erhebung, Speicherung, Verwendung und Weitergabe seiner persönlichen Daten zu bestimmen (BVerfGE 65, 1 (43); BVerfGE 78, 77 (84); BVerfGE 84, 192 (194); BVerfG FamRZ 2007, 441 ff.). Eingriffe in dieses Persönlichkeitsrecht können nur gesetzlich legitimiert werden.

### Das Recht auf Kenntnis der Abstammung
Nach deutschem Recht und höchstrichterlicher Rechtsprechung (BVerfGE 79, 256) umfasst das Persönlichkeitsrecht (Art. 2 Abs. 1 in Verbindung mit Art. 1 Abs. 1 GG) auch das Recht des Kindes auf Kenntnis der eigenen Abstammung. Dieses Recht auf Kenntnis der Abstammung rechtfertigt nach deutschem Verständnis den Eingriff in das Recht auf informationelle Selbstbestimmung.

### Vertrauliche Geburt
Im Mai 2014 wurde die vertrauliche Geburt eingeführt.